# 全国高等学校野球選手権山梨大会
全国高等学校野球選手権山梨大会（ぜんこくこうとうがっこうやきゅうせんしゅけんやまなしたいかい）は、山梨県で開催されている全国高等学校野球選手権の地方大会。

## 前史
山梨県勢は1918年（第4回）から地方大会に参加するも1919年（第5回）から1923年（第9回）まで再び不参加となった。地方大会も中止となった1941年（第27回）および一府県一代表が認められた1958年（第40回）・1963年（第45回）・1968年（第50回）・1973年（第55回）を除いて、1977年（第59回）まで全国大会出場を懸けて他県勢と戦った。
関東地区の一角だが北信越地区や東海地区にまたがる編成が続き、長野県勢や静岡県勢の前に苦戦を強いられた。一方、関東地区でも埼玉県勢が群馬県勢や千葉県勢の前に苦戦を強いられ、埼玉・山梨ともに1957年（第39回）までの全国大会出場回数がわずか3回だった。
似た者同士の埼玉・山梨の2県で1959年（第41回）から西関東大会が編成されたが、結果は埼玉県勢の優勝9回、山梨県勢の優勝4回に終わった。しかし、1975年（第57回）から群馬・山梨の2県に編成替えとなった北関東大会では、かつて他県勢を圧倒していた群馬県勢の優勝1回、山梨県勢の優勝2回と善戦した。
| 年度                                | 参加県             |
| ----------------------------------- | ------------------ |
| 甲信大会                            |                    |
| 1918年（第4回）                     | 山梨・長野         |
| 甲信越大会                          |                    |
| 1924年（第10回） - 1930年（第16回） | 山梨・長野・新潟   |
| 甲神静大会                          |                    |
| 1931年（第17回） - 1935年（第21回） | 山梨・神奈川・静岡 |
| 山静大会                            |                    |
| 1936年（第22回） - 1940年（第26回） | 山梨・静岡         |
| 1946年（第28回） - 1957年（第39回） | 山梨・静岡         |
| 西関東大会                          |                    |
| 1959年（第41回） - 1962年（第44回） | 埼玉・山梨         |
| 1964年（第46回） - 1967年（第49回） | 埼玉・山梨         |
| 1969年（第51回） - 1972年（第54回） | 埼玉・山梨         |
| 1974年（第56回）                    | 埼玉・山梨         |
| 北関東大会                          |                    |
| 1975年（第57回） - 1977年（第59回） | 群馬・山梨         |

山梨県勢初の地方大会優勝校は1935年（第21回）の甲神静大会を制した甲府中で、全国大会でも初勝利を挙げている。しかし、翌年から17回行われた山静大会では山梨県勢の優勝2回、静岡県勢の優勝15回と苦戦が続き、全国大会でも2戦2敗だった。
1963年（第45回）は堀内恒夫擁する甲府商が3回戦に進出、1966年（第48回）は西関東大会を制した西村公一擁する甲府工がベスト8に進出するなど健闘を見せた。

## 概要・歴史
1978年より1県1代表制となり、山梨県内の高校は必ず甲子園の土を踏むことができるようになったが勝利することはできず、1980年まで7出場大会連続初戦敗退（13年夏の甲子園未勝利）という状態が続いた。1981年に大八木治監督が赴任し着実に力をつけてきた東海大甲府が1981年に県内私立高校として初めて甲子園の土を踏むと、翌1982年に10出場大会（16年）ぶりに甲子園で勝利を挙げる。以降県大会では1988年までの8大会中7大会において県代表になるなど圧倒的な強さを誇り、1985年には県勢初のベスト4まで進出した。
1990年代前半に入ると大八木監督が勇退した東海大甲府が低迷期に入り、代わりに甲府工業や市川などといった公立勢が復権。特に市川は「ミラクル市川」と呼ばれ、甲子園でも度重なる逆転勝利を収めていた。また、私立高校も山梨学院大附（2016年より山梨学院）と日本航空が成長し、公立勢と出場権を争うようになる。2000年代には低迷していた東海大甲府が復活し、甲子園では2004年・2012年とベスト4に進出。

## 使用球場
現在
- 山梨県小瀬スポーツ公園野球場（通称：小瀬球場。2014年からは『山日YBS球場』）
- 山梨県富士北麓公園野球場（通称：北麓球場）

北麓球場が使用されるのは2・3回戦の一部試合のみで、殆どの試合が小瀬球場（山日YBS球場）で開催される。
過去
- 甲府市緑が丘スポーツ公園野球場（通称：緑が丘球場）（2007年まで）

2007年までは上述の小瀬球場および北麓球場との3球場で開催されていたが、この年の秋季大会で三塁側へ飛んだファウルボールが民家に飛び込み窓ガラスを破損する事故があり、これ以降当球場での試合は行われなくなった

## 歴代代表校
| 年度                  | 県勢参加 | 代表校（出場回数）           | 決勝スコア | 準優勝校     | 全国大会      |
| --------------------- | -------- | ---------------------------- | ---------- | ------------ | ------------- |
| 甲信大会              |          |                              |            |              |               |
| 1918年（第4回大会）   | 2校      | 長野師範（長野）             | 3-1        | 諏訪中       | -             |
| 1919年（第5回大会）   | なし     | 長野師範（長野）             | 6-3        | 松本中       | -             |
| 1920年（第6回大会）   | なし     | 松本商（長野）               | 7-0        | 長野師範     | -             |
| 1921年（第7回大会）   | なし     | 長野中（長野）               | 4-1        | 松本商       | -             |
| 1922年（第8回大会）   | なし     | 松本商（長野）               | 4-2        | 松本中       | -             |
| 甲信越大会            |          |                              |            |              |               |
| 1923年（第9回大会）   | なし     | 新潟商（新潟）               | 9-5        | 長岡中       | -             |
| 1924年（第10回大会）  | 1校      | 松本商（長野）               | 16-3       | 長野商       | -             |
| 1925年（第11回大会）  | 1校      | 長野商（長野）               | 4-1        | 松本商       | -             |
| 1926年（第12回大会）  | 2校      | 新潟商（新潟）               | 3-0        | 松本商       | -             |
| 1927年（第13回大会）  | 5校      | 松本商（長野）               | 10-0       | 新潟商       | -             |
| 1928年（第14回大会）  | 1校      | 松本商（長野）               | 18-6       | 長野商       | -             |
| 1929年（第15回大会）  | 1校      | 諏訪蚕糸（長野）             | 13-1       | 柏崎中       | -             |
| 1930年（第16回大会）  | 5校      | 諏訪蚕糸（長野）             | 5-1        | 長野商       | -             |
| 甲神静大会            |          |                              |            |              |               |
| 1931年（第17回大会）  | 10校     | 神奈川商工（神奈川）         | 2-1        | 静岡中       | -             |
| 1932年（第18回大会）  | 11校     | 静岡中（静岡）               | 6-0        | 島田商       | -             |
| 1933年（第19回大会）  | 11校     | 横浜商（神奈川）             | 4-1        | 浅野中       | -             |
| 1934年（第20回大会）  | 9校      | 島田商（静岡）               | 18-0       | 静岡商       | -             |
| 1935年（第21回大会）  | 8校      | 甲府中（初出場）             | 5-4        | 神奈川工     | 2回戦         |
| 山静大会              |          |                              |            |              |               |
| 1936年（第22回大会）  | 8校      | 静岡商（静岡）               | 11-1       | 島田商       | -             |
| 1937年（第23回大会）  | 6校      | 島田商（静岡）               | 1-0        | 静岡中       | -             |
| 1938年（第24回大会）  | 7校      | 掛川中（静岡）               | 1-0        | 島田商       | -             |
| 1939年（第25回大会）  | 7校      | 島田商（静岡）               | 19-0       | 静岡中       | -             |
| 1940年（第26回大会）  | 7校      | 島田商（静岡）               | 22-2       | 静岡商       | -             |
| 1941年（第27回大会）  | 7校      | 韮崎中（出場なし）           | 5-4        | 日川中       | （中止）      |
| 1946年（第28回大会）  | 11校     | 沼津中（静岡）               | 7-3        | 掛川中       | -             |
| 1947年（第29回大会）  | 12校     | 谷村工商（初出場）           | 4-2        | 富士中       | 1回戦         |
| 1948年（第30回大会）  | 12校     | 静岡一（静岡）               | 10-5       | 沼津一       | -             |
| 1949年（第31回大会）  | 14校     | 静岡城内（静岡）             | 11-5       | 日川         | -             |
| 1950年（第32回大会）  | 14校     | 浜松商（静岡）               | 8-3        | 静岡商       | -             |
| 1951年（第33回大会）  | 15校     | 静岡城内（静岡）             | 12-3       | 浜松北       | -             |
| 1952年（第34回大会）  | 16校     | 都留（初出場）               | 2-1        | 甲府商       | 1回戦         |
| 1953年（第35回大会）  | 15校     | 静岡商（静岡）               | 4-2        | 浜名         | -             |
| 1954年（第36回大会）  | 15校     | 静岡商（静岡）               | 2-1        | 沼津東       | -             |
| 1955年（第37回大会）  | 15校     | 静岡（静岡）                 | 7-3        | 沼津東       | -             |
| 1956年（第38回大会）  | 16校     | 静岡（静岡）                 | 7-0        | 甲府一       | -             |
| 1957年（第39回大会）  | 19校     | 清水東（静岡）               | 9-1        | 掛川西       | -             |
| 山梨大会              |          |                              |            |              |               |
| 1958年（第40回大会）  | 20校     | 甲府商（初出場）             | 6-0        | 石和         | 2回戦（初戦） |
| 西関東大会            |          |                              |            |              |               |
| 1959年（第41回大会）  | 22校     | 川越（埼玉）                 | 2-1        | 甲府工       | -             |
| 1960年（第42回大会）  | 23校     | 大宮（埼玉）                 | 6-5        | 甲府工       | -             |
| 1961年（第43回大会）  | 23校     | 甲府一（26年ぶり2回目）      | 7-6        | 甲府工       | 1回戦         |
| 1962年（第44回大会）  | 26校     | 甲府工（初出場）             | 3-2        | 上尾         | 1回戦         |
| 山梨大会              |          |                              |            |              |               |
| 1963年（第45回大会）  | 26校     | 甲府商（5年ぶり2回目）       | 8-4        | 機山工       | 3回戦         |
| 西関東大会            |          |                              |            |              |               |
| 1964年（第46回大会）  | 28校     | 熊谷商工（埼玉）             | 1-0        | 甲府商       | -             |
| 1965年（第47回大会）  | 28校     | 熊谷商工（埼玉）             | 6-5        | 大宮工       | -             |
| 1966年（第48回大会）  | 27校     | 甲府工（4年ぶり2回目）       | 1-0        | 上尾         | ベスト8       |
| 1967年（第49回大会）  | 28校     | 大宮（埼玉）                 | 2-1        | 大宮工       | -             |
| 山梨大会              |          |                              |            |              |               |
| 1968年（第50回大会）  | 28校     | 甲府一（7年ぶり3回目）       | 1-0        | 吉田         | 1回戦         |
| 西関東大会            |          |                              |            |              |               |
| 1969年（第51回大会）  | 28校     | 川越工（埼玉）               | 3-2        | 深谷商       | -             |
| 1970年（第52回大会）  | 27校     | 熊谷商（埼玉）               | 2-1        | 塩山商       | -             |
| 1971年（第53回大会）  | 29校     | 深谷商（埼玉）               | 3-0        | 熊谷商       | -             |
| 1972年（第54回大会）  | 29校     | 峡南（初出場）               | 2-1        | 熊谷商       | 1回戦         |
| 山梨大会              |          |                              |            |              |               |
| 1973年（第55回大会）  | 29校     | 甲府工（7年ぶり3回目）       | 5-4        | 巨摩         | 1回戦         |
| 西関東大会            |          |                              |            |              |               |
| 1974年（第56回大会）  | 29校     | 上尾（埼玉）                 | 6-4        | 塩山商       | -             |
| 北関東大会            |          |                              |            |              |               |
| 1975年（第57回大会）  | 30校     | 巨摩（初出場）               | 8-4        | 樹徳         | 2回戦（初戦） |
| 1976年（第58回大会）  | 32校     | 塩山商（初出場）             | 4-2        | 高崎商       | 1回戦         |
| 1977年（第59回大会）  | 33校     | 高崎商（群馬）               | 5-0        | 甲府商       | -             |
| 山梨大会              |          |                              |            |              |               |
| 1978年（第60回大会）  | 34校     | 日川（初出場）               | 1-0        | 塩山商       | 2回戦（初戦） |
| 1979年（第61回大会）  | 34校     | 吉田（初出場）               | 2-1        | 峡南         | 1回戦         |
| 1980年（第62回大会）  | 34校     | 日川（2年ぶり2回目）         | 12-5       | 甲府西       | 1回戦         |
| 1981年（第63回大会）  | 38校     | 東海大甲府（初出場）         | 9-5        | 巨摩         | 2回戦（初戦） |
| 1982年（第64回大会）  | 38校     | 東海大甲府（2年連続2回目）   | 3-2        | 甲府商       | 3回戦         |
| 1983年（第65回大会）  | 39校     | 吉田（4年ぶり2回目）         | 3-2        | 市川         | 1回戦         |
| 1984年（第66回大会）  | 37校     | 東海大甲府（2年ぶり3回目）   | 10-1       | 塩山商       | 3回戦         |
| 1985年（第67回大会）  | 40校     | 東海大甲府（2年連続4回目）   | 4-3        | 駿台甲府     | ベスト4       |
| 1986年（第68回大会）  | 39校     | 東海大甲府（3年連続5回目）   | 8-4        | 日大明誠     | 2回戦         |
| 1987年（第69回大会）  | 40校     | 東海大甲府（4年連続6回目）   | 15-7       | 甲府工       | 2回戦（初戦） |
| 1988年（第70回大会）  | 39校     | 東海大甲府（5年連続7回目）   | 4-3        | 山梨学院大附 | 3回戦         |
| 1989年（第71回大会）  | 41校     | 吉田（6年ぶり3回目）         | 4-1        | 駿台甲府     | 3回戦         |
| 1990年（第72回大会）  | 41校     | 甲府工（17年ぶり4回目）      | 3-1        | 東海大甲府   | 2回戦         |
| 1991年（第73回大会）  | 42校     | 市川（初出場）               | 3-2        | 東海大甲府   | ベスト8       |
| 1992年（第74回大会）  | 42校     | 東海大甲府（4年ぶり8回目）   | 3-2        | 日川         | 3回戦         |
| 1993年（第75回大会）  | 42校     | 甲府工（3年ぶり5回目）       | 9-0        | 富士学苑     | 2回戦         |
| 1994年（第76回大会）  | 42校     | 市川（3年ぶり2回目）         | 3-2        | 富士学苑     | 2回戦         |
| 1995年（第77回大会）  | 42校     | 山梨学院大附（初出場）       | 6-3        | 帝京三       | 2回戦         |
| 1996年（第78回大会）  | 42校     | 山梨学院大附（2年連続2回目） | 5-0        | 市川         | 2回戦（初戦） |
| 1997年（第79回大会）  | 43校     | 甲府工（5年ぶり6回目）       | 4-3        | 市川         | 3回戦         |
| 1998年（第80回大会）  | 42校     | 日本航空（初出場）           | 13-4       | 甲府工       | 1回戦         |
| 1999年（第81回大会）  | 40校     | 甲府工（2年ぶり7回目）       | 9-1        | 東海大甲府   | 2回戦         |
| 2000年（第82回大会）  | 41校     | 山梨学院大附（4年ぶり3回目） | 7-4        | 市川         | 1回戦         |
| 2001年（第83回大会）  | 41校     | 日本航空（3年ぶり2回目）     | 5-4        | 東海大甲府   | 3回戦         |
| 2002年（第84回大会）  | 40校     | 日本航空（2年連続3回目）     | 2-0        | 市川         | 2回戦（初戦） |
| 2003年（第85回大会）  | 40校     | 東海大甲府（11年ぶり9回目）  | 5-0        | 甲府工       | 1回戦         |
| 2004年（第86回大会）  | 40校     | 東海大甲府（2年連続10回目）  | 3-2        | 甲府工       | ベスト4       |
| 2005年（第87回大会）  | 39校     | 日本航空（3年ぶり4回目）     | 13-3       | 山梨学院大附 | 3回戦         |
| 2006年（第88回大会）  | 39校     | 甲府工（7年ぶり8回目）       | 11-10      | 東海大甲府   | 2回戦（初戦） |
| 2007年（第89回大会）  | 39校     | 甲府商（44年ぶり3回目）      | 6-2        | 甲府工       | 2回戦         |
| 2008年（第90回大会）  | 39校     | 日本航空（3年ぶり5回目）     | 1-0        | 帝京三       | 1回戦         |
| 2009年（第91回大会）  | 39校     | 山梨学院大附（9年ぶり4回目） | 3-1        | 甲府工       | 2回戦（初戦） |
| 2010年（第92回大会）  | 38校     | 日川（30年ぶり3回目）        | 4-3        | 富士学苑     | 2回戦（初戦） |
| 2011年（第93回大会）  | 38校     | 山梨学院大附（2年ぶり5回目） | 10-3       | 日本航空     | 1回戦         |
| 2012年（第94回大会）  | 38校     | 東海大甲府（8年ぶり11回目）  | 8-4        | 甲府工       | ベスト4       |
| 2013年（第95回大会）  | 38校     | 日川（3年ぶり4回目）         | 8-5        | 日本航空     | 2回戦         |
| 2014年（第96回大会）  | 37校     | 東海大甲府（2年ぶり12回目）  | 9-8        | 日本航空     | 1回戦         |
| 2015年（第97回大会）  | 37校     | 東海大甲府（2年連続13回目）  | 4-3        | 甲府城西     | 3回戦         |
| 2016年（第98回大会）  | 36校     | 山梨学院（5年ぶり6回目）     | 12-5       | 東海大甲府   | 2回戦         |
| 2017年（第99回大会）  | 36校     | 山梨学院（2年連続7回目）     | 14-3       | 東海大甲府   | 1回戦         |
| 2018年（第100回大会） | 35校     | 山梨学院（3年連続8回目）     | 12-4       | 帝京三       | 1回戦         |
| 2019年（第101回大会） | 35校     | 山梨学院（4年連続9回目）     | 5-4        | 東海大甲府   | 1回戦         |
| 2020年（独自大会）    | 34校     | 東海大甲府（出場なし）       | 5-4        | 山梨学院     | （中止）      |
| 2021年（第103回大会） | 33校     | 日本航空（13年ぶり6回目）    | 2-1        | 富士学苑     | 3回戦         |
| 2022年（第104回大会） | 33校     | 山梨学院（3年ぶり10回目）    | 17-1       | 甲府工       | 1回戦         |
| 2023年（第105回大会） | 33校     | 東海大甲府（8年ぶり14回目）  | 6-2        | 駿台甲府     | 2回戦（初戦） |
| 2024年（第106回大会） | 32校     | 日本航空（3年ぶり7回目）     | 7-1        | 東海大甲府   | 1回戦         |
| 2025年（第107回大会） | 31校     | 山梨学院（3年ぶり11回目）    | 4-3        | 日本航空     |               |

- 1941年は県予選のみ実施
- 参加校数は日本高野連の発表に基づき連合チームを1校としてカウント

## 放送体制
- NHK甲府放送局（テレビ、ラジオとも準決勝以降を県内向けに中継。2021年はラジオ中継のみ。）
- 山梨放送（テレビ、ラジオとも決勝を中継。ラジオは2010年までは準決勝も中継していた。テレビは翌日未明に録画放送。）
- 日本ネットワークサービス（小瀬球場で行われる全試合を自主放送チャンネルで中継、2007年より同社と資本関係が深い山梨放送のアナウンサーの他、2012年以降は小松明美や深沢弘樹等の同局のOBアナウンサーも実況に参加。2021年以降「バーチャル高校野球」で一回戦から配信されている。）
- CATV富士五湖（富士北麓球場で行われる全試合を自主放送チャンネルで中継、2022年より「バーチャル高校野球」でも配信されている。）